# Давід Бісконті
Давід Насарено Бісконті (ісп. David Nazareno Bisconti, нар. 22 вересня 1968, Росаріо, Аргентина) — колишній аргентинський футболіст, що грав на позиції півзахисника.
Виступав, зокрема, за клуби «Росаріо Сентраль» та «Йокогама Ф. Марінос», а також національну збірну Аргентини.

## Клубна кар'єра
У дорослому футболі дебютував 1988 року виступами за команду клубу «Росаріо Сентраль», в якій провів п'ять сезонів, взявши участь у 154 матчах чемпіонату. Більшість часу, проведеного у складі «Росаріо Сентраль», був основним гравцем команди.
Своєю грою за цю команду привернув увагу представників тренерського штабу клубу «Йокогама Ф. Марінос», до складу якого приєднався 1993 року. Відіграв за команду з Йокогами наступні три сезони своєї ігрової кар'єри. Граючи у складі «Йокогама Ф. Марінос» також здебільшого виходив на поле в основному складі команди. У складі «Йокогама Ф. Марінос» був одним з головних бомбардирів команди.
Згодом з 1997 по 2002 рік грав у складі команд клубів «Універсідад Католіка», «Бадахос», «Хімнасія і Есгріма» (Жужуй) та «Авіспа Фукуока».
Завершив професійну ігрову кар'єру у клубі «Саган Тосу», за команду якого виступав протягом 2002—2002 років.

## Виступи за збірну
1991 року дебютував в офіційних матчах у складі національної збірної Аргентини. Протягом кар'єри у національній команді, яка тривала один рік, провів у формі головної команди країни п'ять матчів, забивши один гол.

## Статистика виступів

### Статистика клубних виступів
| Сезон   | Команда                          | Чемпіонат | Чемпіонат | Чемпіонат |
| Сезон   | Команда                          | Ліга      | Ігор      | Голів     |
| ------- | -------------------------------- | --------- | --------- | --------- |
| 1988–89 | «Росаріо Сентраль»               | ПД        | 33        | 2         |
| 1989–90 | «Росаріо Сентраль»               | ПД        | 35        | 5         |
| 1990–91 | «Росаріо Сентраль»               | ПД        | 36        | 12        |
| 1991–92 | «Росаріо Сентраль»               | ПД        | 38        | 10        |
| 1992–93 | «Росаріо Сентраль»               | ПД        | 12        | 1         |
|         | Усього за «Росаріо Сентраль»     |           | 154       | 28        |
| 1993    | «Йокогама Ф. Марінос»            | J1        | 27        | 8         |
| 1994    | «Йокогама Ф. Марінос»            | J1        | 25        | 11        |
| 1995    | «Йокогама Ф. Марінос»            | J1        | 48        | 27        |
| 1996    | «Йокогама Ф. Марінос»            | J1        | 21        | 7         |
|         | Усього за «Йокогама Ф. Марінос»  |           | 121       | 53        |
| 1997    | «Універсідад Католіка»           | ПД        | 29        | 23        |
| 1998    | «Універсідад Католіка»           | ПД        | 11        | 2         |
|         | Усього за «Універсідад Католіка» |           | 40        | 25        |
| 1998–99 | «Бадахос»                        | СД        | 13        | 2         |
|         | Усього за «Бадахос»              |           | 13        | 2         |
| 1999–00 | «Хімнасія і Есгріма» Х.          | ПД        | 21        | 3         |
|         | Усього за «Хімнасію і Есгріму»   |           | 21        | 3         |
| 2000    | «Авіспа Фукуока»                 | J1        | 12        | 6         |
| 2001    | «Авіспа Фукуока»                 | J2        | 5         | 3         |
| 2002    | «Авіспа Фукуока»                 | J2        | 15        | 4         |
|         | Усього за «Авіспа Фукуока»       |           | 32        | 13        |
| 2002    | «Саган Тосу»                     | J2        | 26        | 16        |
|         | Усього за «Саган Тосу»           |           | 26        | 16        |